# Дітріх Штарк
Дітріх Штарк (нім. Dietrich Starck; 29 вересня 1908 — 14 жовтня 2001) — німецький лікар і біолог.

## Біографія
Штарк народився в сім'ї лікаря-хірурга доктора Юліуса Штарка і його дружини Ельзи у Штеттині. З 1926 по 1932 рік він вивчав медицину в Єні, Відні та Франкфурті-на-Майні. У 1932 році він отримав докторський ступінь у Франкфурті по роботі «Die Kaumuskulatur der Platyrrhinen» (Жувальна мускулатура  широконосих мавп (Platyrrhini)). Він перейшов в Анатомічний інститут  Кельнського університету і в 1936 році захистив там докторську дисертацію своєю роботою з анатомії «Über einige Entwikklungsvorgänge am Kopf der Urodelen». У 1949 році він був запрошений туди на посаду ординарного професора анатомії.
Штарк був членом Німецької академії натуралістів Леопольдини, від якої в 1983 році він отримав медаль імені Грегора Менделя. У 1974 році він став почесним доктором факультету філософії Віденського університету.
Штарк був головою і почесним членом Анатомічного суспільства, Німецького Зоологічного суспільства і багатьох інших національних і міжнародних наукових товариств. Товариство з вивчення природи імені Зенкенберга  вручило йому свою найвищу нагороду — медаль  Кречмара.

## Епоніми
На честь вченого названо вид зайців Lepus starcki.